# New Order
New Order je britská rocková skupina, významný představitel žánru new wave se silným komerčním potenciálem. Skupinu založili v Salfordu v roce 1980 pozůstavší členové skupiny Joy Division Bernard Sumner, Peter Hook a Stephen Morris. Joy Division se rozpadla poté, co její zpěvák Ian Curtis spáchal v tomto roce sebevraždu. Krátce poté skupinu doplnila kytaristka a klávesistka Gillian Gilbert. 
Díky spojení post punku a taneční hudby se stala jednou z kritiky nejuznávanějších skupin 80. let. Poměrně hodně zdůrazňovali klávesy, čímž se odlišovali od řady podobných skupin a ovlivnili tak vznik taneční scény a house. Stejně jako Joy Division nahrávali u společnosti Factory Records, po jejím rozpadu přešli k vydavatelství London. Netradiční byly jejich obaly, jež neodrážely žádné tehdejší trendy a konvence. Jejich tvorba byla nadšeně chválena jak kritiky, tak fanoušky po celém světě, a to po dlouhých 25 let. Mezi jejich nejznámější písně se řadí "Regret", "Blue Monday", "Bizarre Love Triangle", "True Faith" nebo "Temptation", jež se objevila i na soundtracku k filmu Trainspotting. 
Skupina se několikrát rozešla a znovu dala dohromady, např. v letech 1993 - 1998, kdy se členové kapely realizovali ve vlastních hudebních projektech. V roce 1998 se znovu sešli a o tři roky později vydali album Get Ready. Psal se rok 2005, když kvůli rodinným povinnostem odešla klávesistka Gillian Gilbert, nahradil ji Phil Cunningham. V červenci 2007 se s kapelou rozloučil i Peter Hook, poté co oznámil, že "už nemá dále zájem spolupracovat se Sumnerem." Skupina vydala v roce 2015 zatím poslední album "Music Complete". 

## Členové

### Současní
- Phil Cunningham - kytara, syntetizátor
- Stephen Morris - bicí, syntetizátor
- Bernard Sumner - zpěv, kytara, syntetizátor
- Gillian Gilbert - kytara, klávesy
- Tom Chapman - basová kytara, syntetizátor

### Dřívější
- Peter Hook - pomocné vokály, basová kytara, bicí

## Diskografie

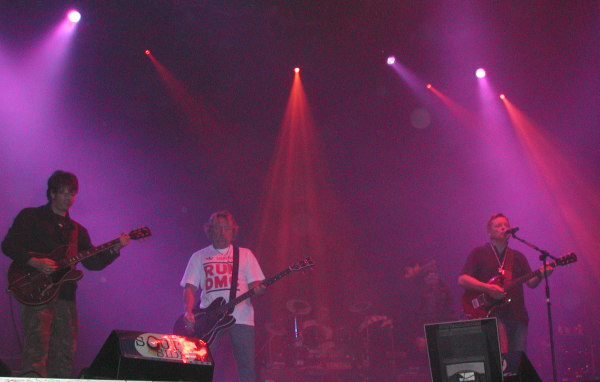
New Order koncertují na festivalu Southside 2005

### Studiová alba
- 1981 - Movement
- 1983 - Power, Corruption & Lies
- 1985 - Low Life
- 1986 - Brotherhood
- 1989 - Technique
- 1993 - Republic
- 2001 - Get Ready
- 2005 - Waiting For The Sirens' Call
- 2013 - Lost Sirens
- 2015 - Music Complete

### Kompilace
- 1987 - Substance
- 1994 - (The Best of) New Order
- 1995 - (The Rest of) New Order (remixy)
- 2002 - International
- 2002 - Retro
- 2005 - Singles
- 2007 - iTunes Originals - New Order

### Živé nahrávky
- 1990 - Peel Sessions
- 1992 - BBC Radio 1 Live In Concert
- 2004 - In Session